# Rupertiwinkel

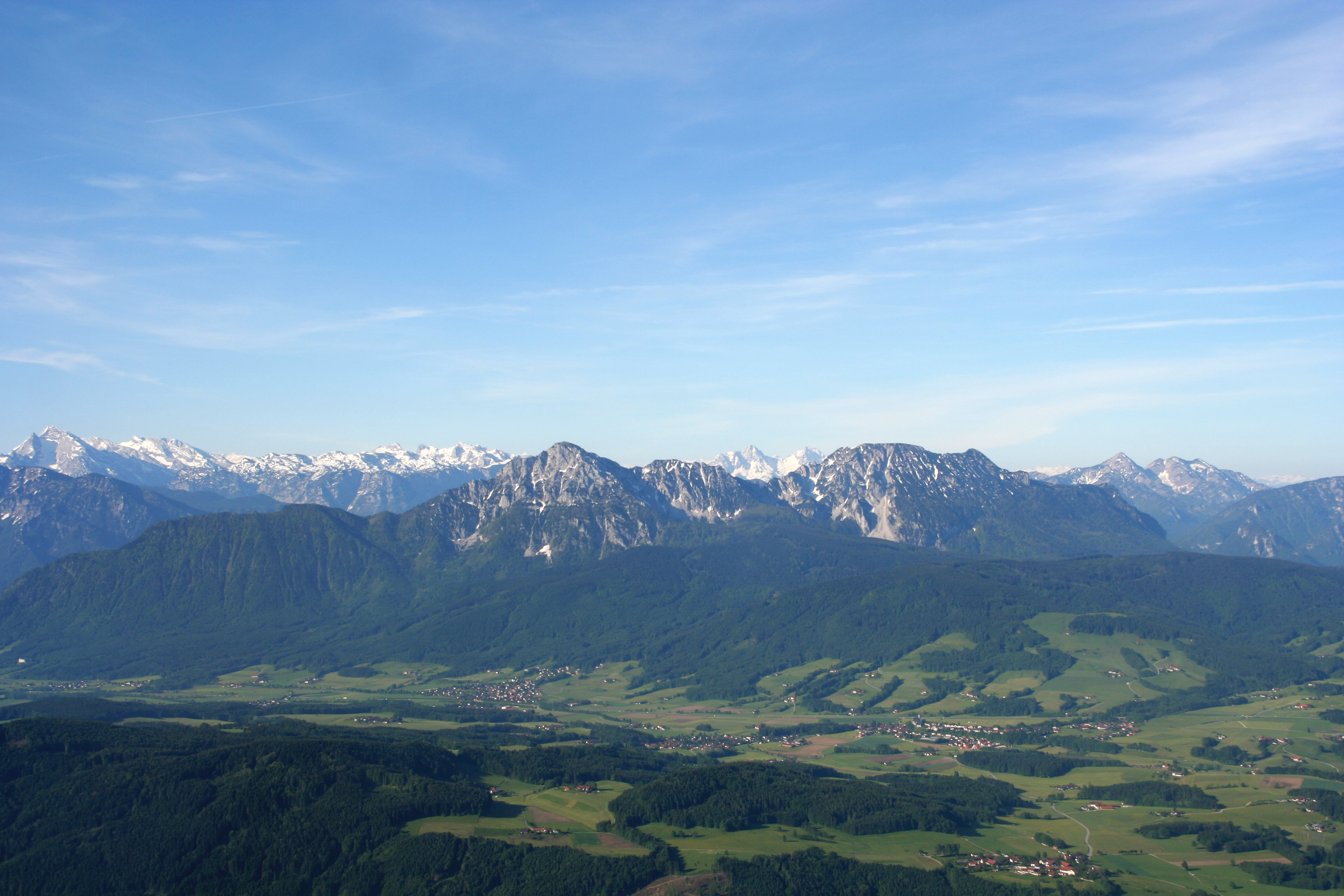
Luftbild über den Rupertiwinkel zum Hochstaufen in benachbarten Chiemgauer Alpen mit Högl (vorne links)

Rupertiwinkel in Oberbayern

Der Rupertiwinkel (auch: Bayerischer Rupertiwinkel genannt sowie, wenn auch strittig, zuweilen gleichgesetzt mit Rupertigau) bezeichnet eine Region, die sich im äußersten Südosten von Oberbayern (in Nord-Süd-Richtung) über Teile der Landkreise Altötting, Traunstein und Berchtesgadener Land erstreckt.
Der Rupertiwinkel gehörte ohne eigene Gebiets- bzw. Regionenbezeichnung bis 1803 zum Außergebirg des Erzstifts Salzburg. 1810 kam das gesamte Gebiet dieses Fürstentums zum Königreich Bayern. Nachdem 1816 zwischen dem Königreich Bayern und dem Kaisertum Österreich der Vertrag von München geschlossen wurde, verblieb im Gegensatz zum übrigen ehemals Salzburger Territorium die Region des Rupertiwinkels weiterhin bei Bayern. Der Bezeichnung dieser Region vorausgegangen war das 1814 den hiesigen römisch-katholischen Pfarreien trotz ihrer Zugehörigkeit zu Bayern seitens des Bistums Salzburg erteilte liturgische Privileg, den Feiertag des Salzburger Schutzpatrons Rupert von Salzburg (ausschließlich) während einer Messfeier wieder begehen zu können. Jedoch erst im Zuge der Heimatbewegung ab Ende des 19. und Anfang des 20. Jahrhunderts fand die Gebietsbezeichnung „Rupertiwinkel“ auch schriftliche Erwähnung und hebt damit seither die historisch-kulturellen Wurzeln mit z. T. noch salzburgerisch entlehnter Brauchtumspflege hervor, wie u. a. das Aperschnalzen sich bis heute als mit dem Salzburger Flachgau gemeinsamer, die regionale Eigenheit bewahrender Brauch erhalten hat.
Geographisch ist die Region geprägt von den beiden größeren Stillgewässern Waginger See und Tachinger See und dem Högl als markanter Erhebung. Sie wird vom Bayerischen Landesamt für Umwelt seit 2011 bzw. 2013 als Kulturlandschaftseinheit mit zwei bedeutsamen Kulturlandschaften eingestuft.

## Geographie

### Geographische Lage
Das Gebiet des Rupertiwinkels rund um den Waginger See und Tachinger See wird im Westen vom Chiemgau eingerahmt, im Norden von Moränen-Hügeln und Hochterrassenfeldern der Alzplatte mit Anfängen des Voralpenlandes, während im Osten der Flusslauf der Salzach eine natürliche Grenze zum österreichischen Land Salzburg sowie daran anschließend die in einem südöstlichen Knick der Salzach zufließenden Saalach direkt an die Stadt Salzburg sowie dahinter an die Stadt Bad Reichenhall des bayerischen Landkreises Berchtesgadener Land grenzt. Südwestlich markieren wiederum bereits einige Gipfel der Chiemgauer Alpen eine Begrenzung der Region.
Die geographische Ausdehnung des Rupertiwinkel reicht somit (sortiert im Uhrzeigersinn):
- im Norden von der Alz vorbei an Trostberg und über Tyrlaching bis nach Asten,
- im Osten von Asten entlang der Salzach über Tittmoning, vorbei an Fridolfing, über Laufen und Surheim bis nach Freilassing,
- im Südosten von Freilassing, entlang der Saalach über Ainring nach Piding,
- im Süden von Piding über den Grat des Hochstaufen und den Teisenberg bei Anger und vorbei an Teisendorf bis zum Teisendorfer Gemeindeteil Neukirchen und
- im Westen von Neukirchen über Waging am See, Otting und Palling wieder zurück nach Trostberg an der Alz.

### Kulturlandschaftseinheit Rupertiwinkel
Im Rahmen der kulturlandschaftlichen Gliederung Bayerns als Beitrag zur Biodiversität, wurde der Rupertiwinkel in einem Entwurf des Bayerischen Landesamts für Umwelt von 2011 unter der Bezeichnung „60 Rupertiwinkel“ als eigene Kulturlandschaftseinheit gefasst, die sich bewusst an der Grenzziehung vormaliger Gebiete des Erzstifts Salzburg mit dem Chiemgau im Westen, dem Alz-Hügelland im Norden und dem Berchtesgadener Land im Süden orientiert. Im Osten reicht der Rupertiwinkel bis an die österreichische Grenze, die in diesem Abschnitt dem Lauf der Saalach bzw. der Salzach folgt und sich u. a. als „vielgestaltiges Hügelland“ vor den Berchtesgadener- und Salzburger Alpen darstellt.
Innerhalb dieser Kulturlandschaftseinheit wurden 2012 bzw. 2013 zwei bedeutsame Kulturlandschaften im Sinne „Kulturlandschaftlicher Empfehlungen für Bayern“ definiert:
- 60-A: Salzachtal zwischen Laufen und Burghausen
- 60-B: Rupertiwinkel um den Waginger- und Tachinger See

### Berge
Zu den Bergen und Erhebungen im Rupertiwinkel gehören – sortiert nach Höhe in Meter (m) über Normalnull (NN):
- Hochstaufen (1771 m) bei Piding.
- Teisenberg (1333 m) bei Teisendorf.
- Högl (827 m) zwischen Anger und Ainring-Thundorf
- Hochhornberg (774 m), bei Teisendorf
- Schlossberg von Tettelham (595 m) bei Otting, Gemeinde Waging
- Rainbichl (544 m) bei Tyrlaching, (Hervorragende Aussicht über den gesamten Rupertiwinkel)
- Eichelberg (532 m), bei Oberbuch in Tyrlaching
- Wölfelsberg (463 m), bei Schönram in Petting
- Beselberg (461 m), im Stadtgebiet Laufen an der B 20 in Richtung Tittmoning
- Brack (450 m), bei Patting in Teisendorf

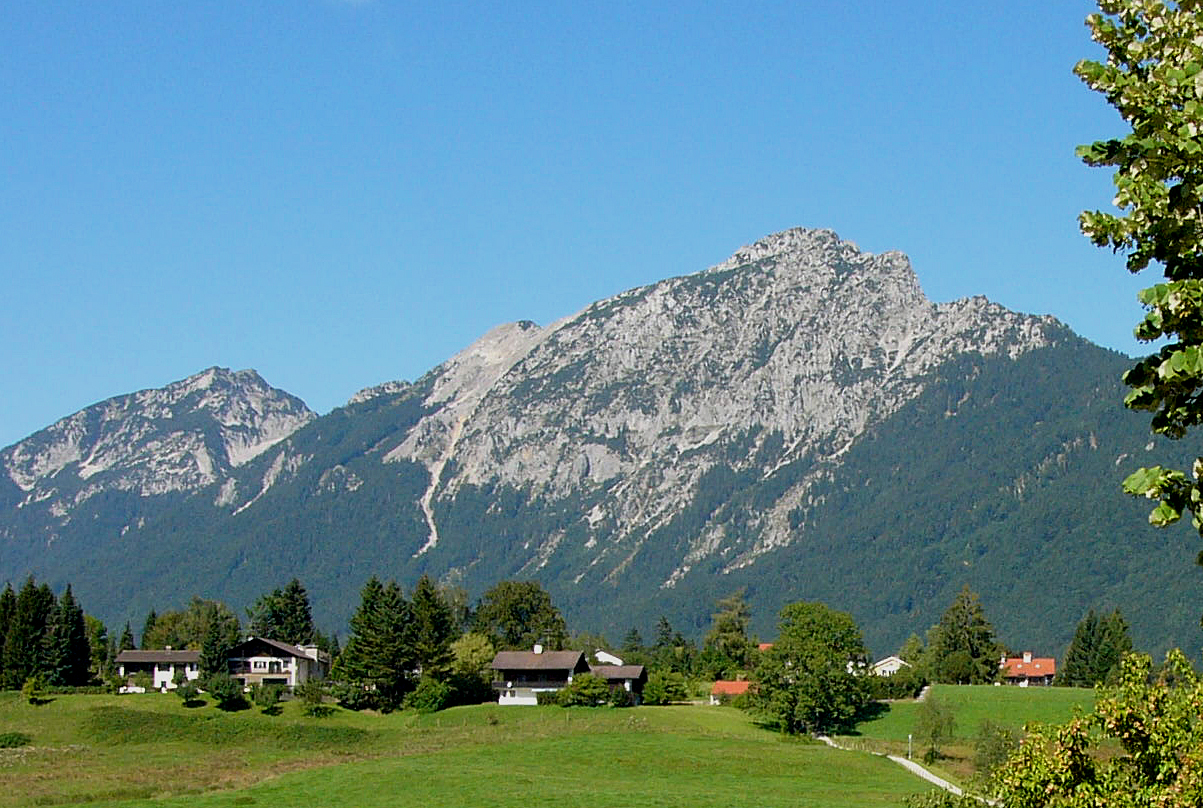
Hochstaufen von Bayerisch Gmain aus
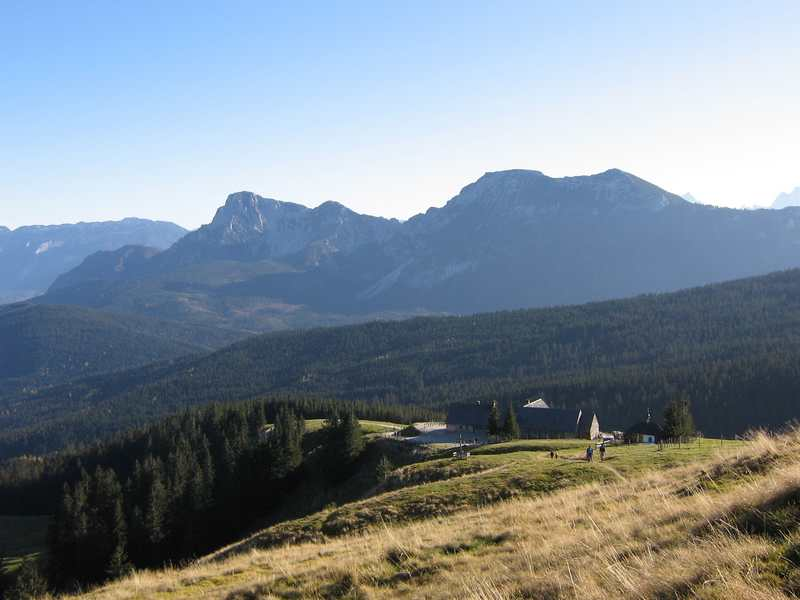
Teisenberg mit Blick von der Schneid zur Stoißer Alm
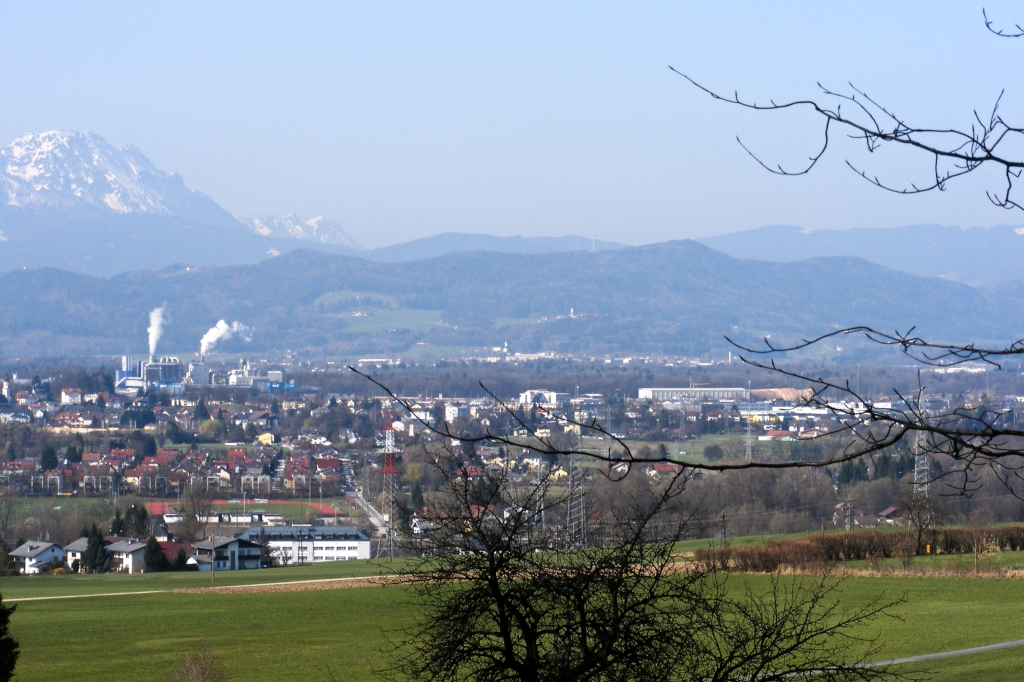
Högl vom Plainberg aus
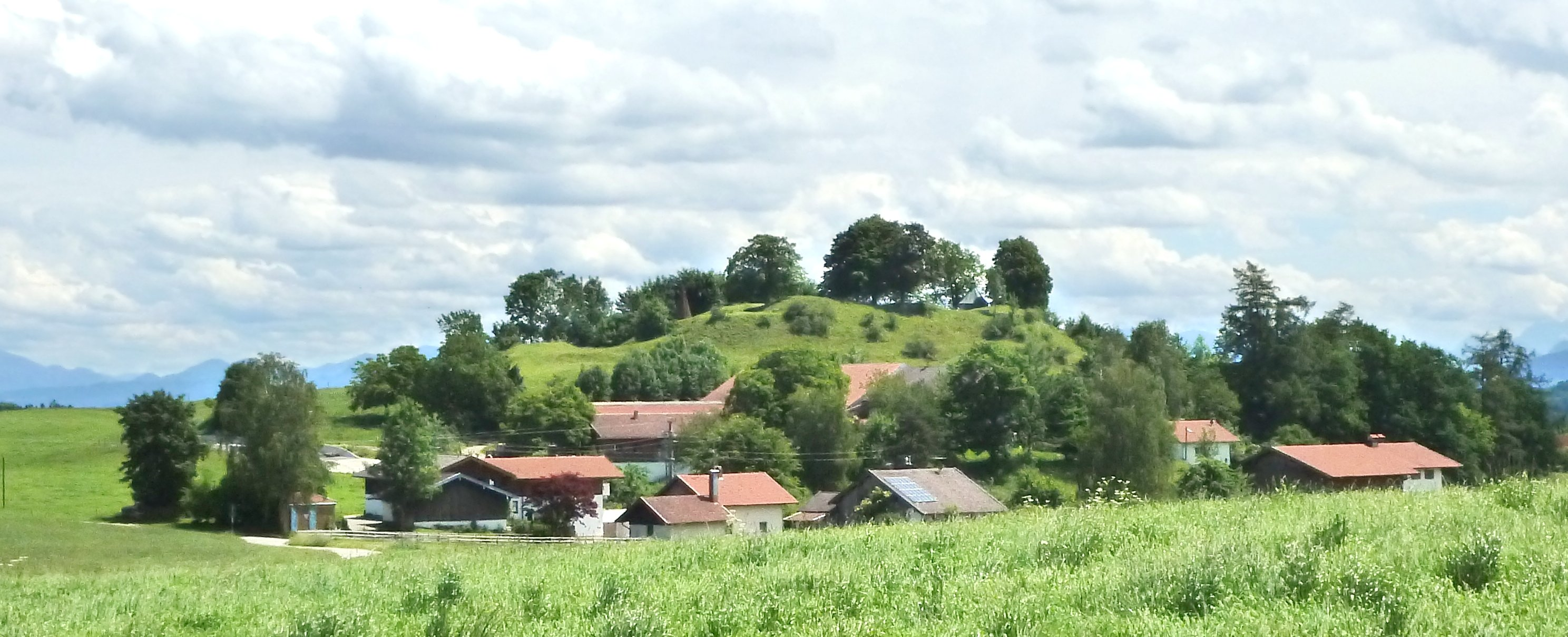
Schlossberg von Tettelham

### Gewässer
Flüsse
- Salzach (225 km; Quelle im Land Salzburg)
- Saalach (103 km; Quelle im Land Salzburg)
- Sur (43 km; Quelle in Surberg im Chiemgau)
- Götzinger Ache (31 km; Quelle Waginger See)

Seen
- Waginger See (6,61 km²)
- Tachinger See (2,36 km²)
- Abtsdorfer See (84 ha)
- Leitgeringer See (15 ha)
- Höglwörther See (13,5 ha)
- Fridolfinger See (5 ha)

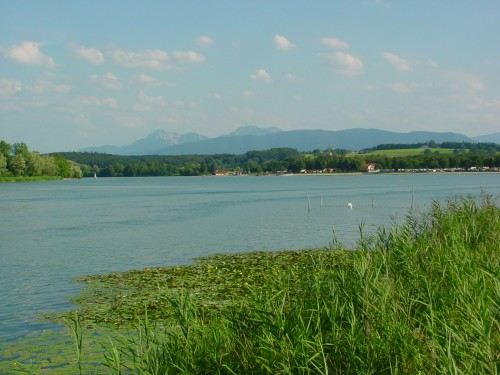
Waginger See mit Hochstaufen, Zwiesel vor flacherem Teisenberg
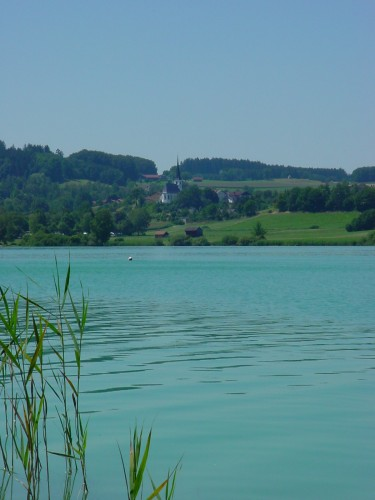
Taching und Tachinger See
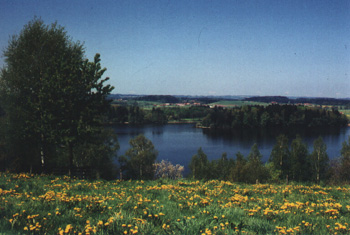
Abtsdorfer See
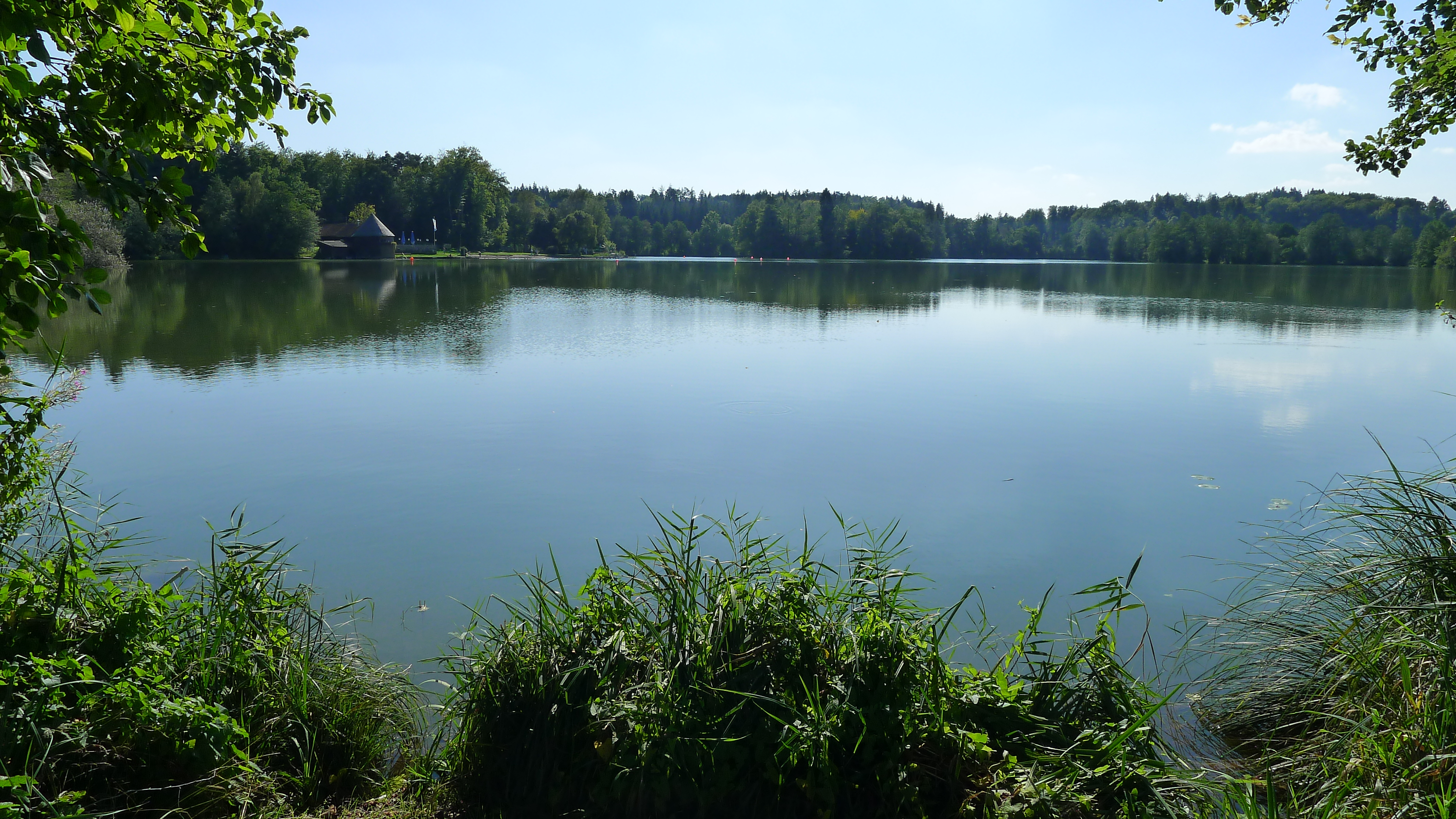
Leitgeringer See
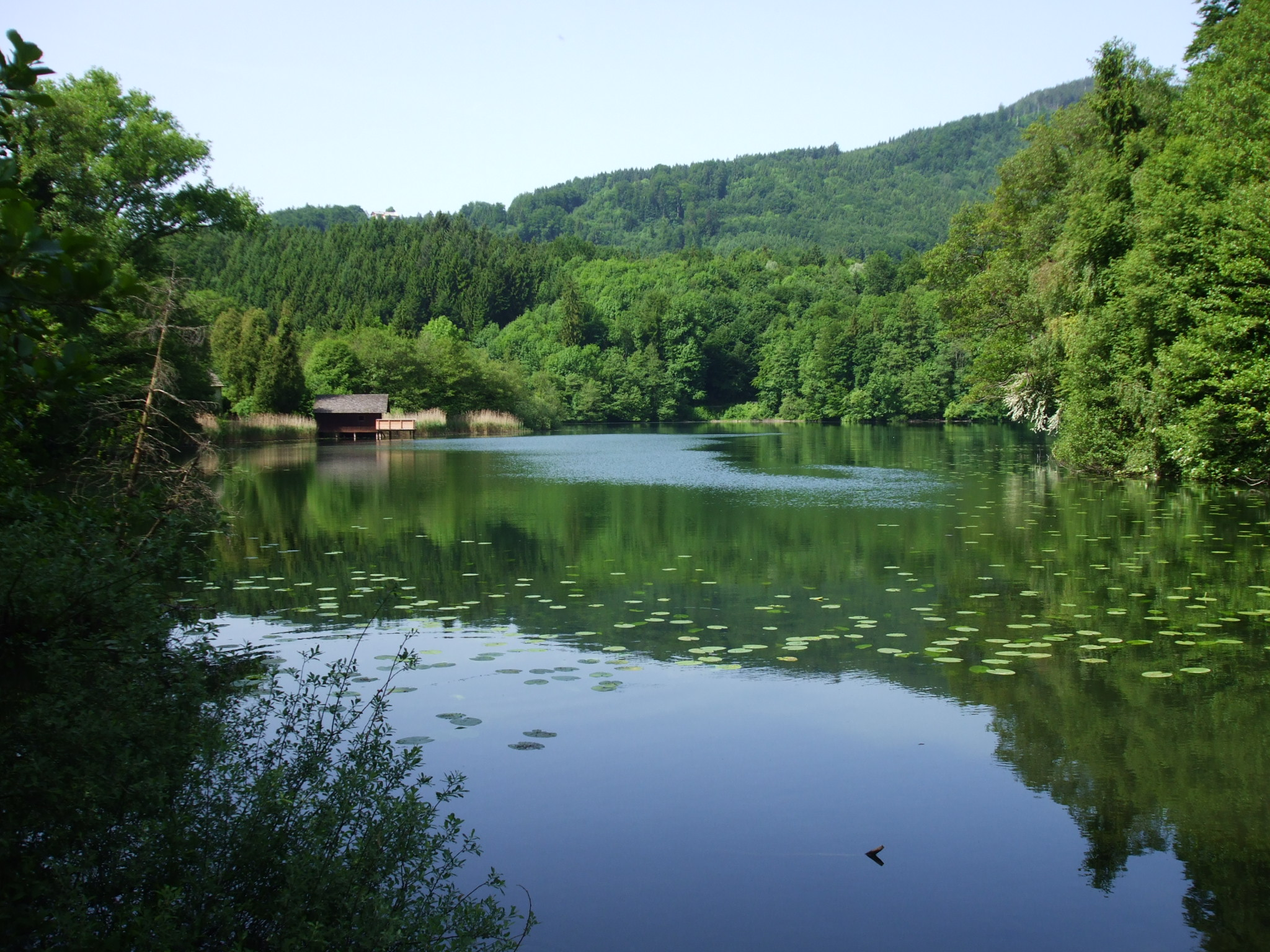
Höglwörther See

## Geschichte

### Vorgeschichte

#### Innerhalb des bayerischen Stammes- und Territorialherzogtums
Ursprünglich (ab dem 6. Jahrhundert) gehörte das Gebiet des späteren Rupertiwinkels zum damaligen Salzburggau und war Teil des bayerischen Stammesherzogtums. Verstreuten Grundbesitz in der Gegend besaß die Salzburger Kirche bereits in frühester Zeit. So übergab beispielsweise der Bayernherzog Theodo um das Jahr 700 das Dorf Piding mit 30 Bauernhöfen an den ersten Salzburger Bischof Rupert.
Während der ersten Jahrzehnte des bayerischen Territorialherzogtums (1180–1918) und nachdem 1229 die Grafen von Lebenau ausgestorben waren, konnte sich der Salzburger Erzbischof Eberhard II. deren Herrschaftsgebiet (u. a. die Nordhälfte des späteren Rupertiwinkels nördlich und östlich des Waginger Sees) sichern. Mit dem Aussterben der Grafen von Plain 1260 fiel schließlich u. a. auch die südliche Hälfte des späteren Rupertiwinkels südlich und westlich des Waginger Sees an das Erzstift Salzburg. Diese Gebiete waren u. a. auch Bestandteil der 1254 und 1275 geschlossenen Verträge von Erharting, mit denen die Voraussetzung für die landesrechtliche Loslösung vom Herzogtum Bayern und die Anerkennung des Erzbistums Salzburg als eigenständiges Territorium geschaffen wurde.

#### Im Außergebirg des eigenständigen Erzstifts Salzburg
Mit dem Erlass einer eigenen Landesordnung durch den Erzbischof Friedrich III. von Leibnitz wurde das Erzstift Salzburg ab 1328 zu einem weitgehend eigenständigen Territorium innerhalb des Heiligen Römischen Reiches. Der spätere „Rupertiwinkel“ wurde wegen seines fruchtbaren Bodens zur „Kornkammer“ des Erzstifts und sein Gebiet dem Außergebirg oder „Land vor dem Gebirg“ bzw. „Flaches Land“ genannten nördlichen Salzburger Besitzungen zugeordnet. Er deckte sich gebietsmäßig weitestgehend mit den ehemaligen salzburgischen Pfleggerichten Staufeneck, Raschenberg (Teisendorf), Halmberg (Waging am See), Tittmoning und Laufen.

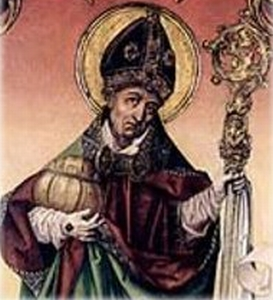
Ölbild: Hl. Rupert von Salzburg, Namensgeber des Rupertiwinkel
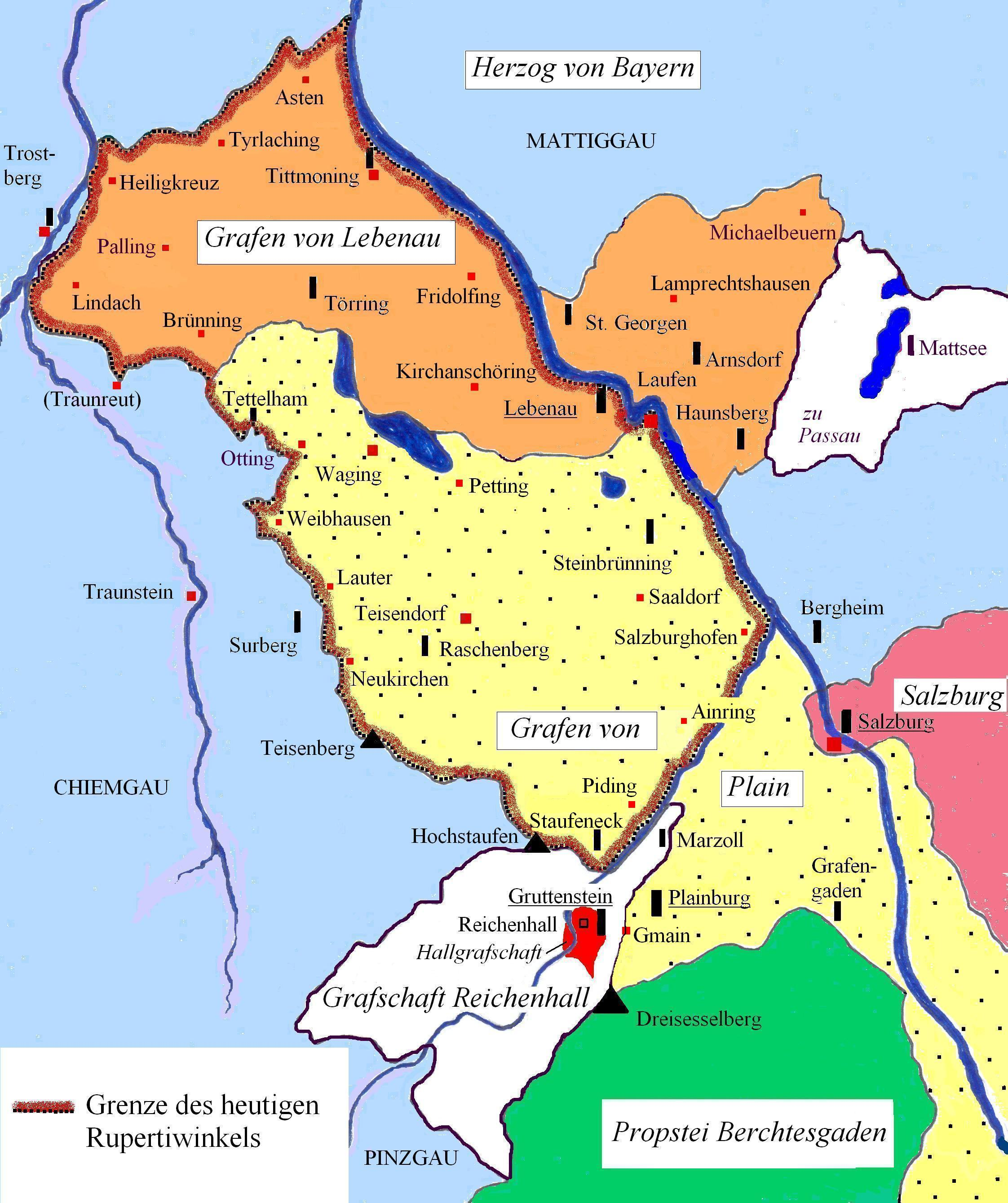
Herrschaftsgebiete im nördlichen Salzburggau im Hochmittelalter
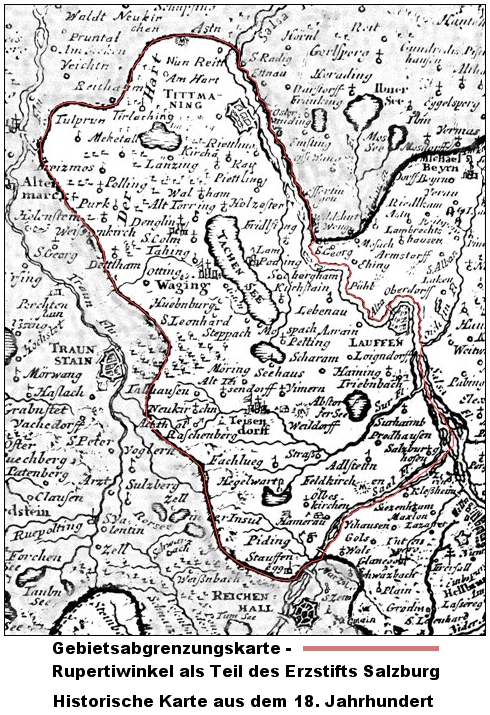
Karte Erzstift Salzburg (18. Jhd.)
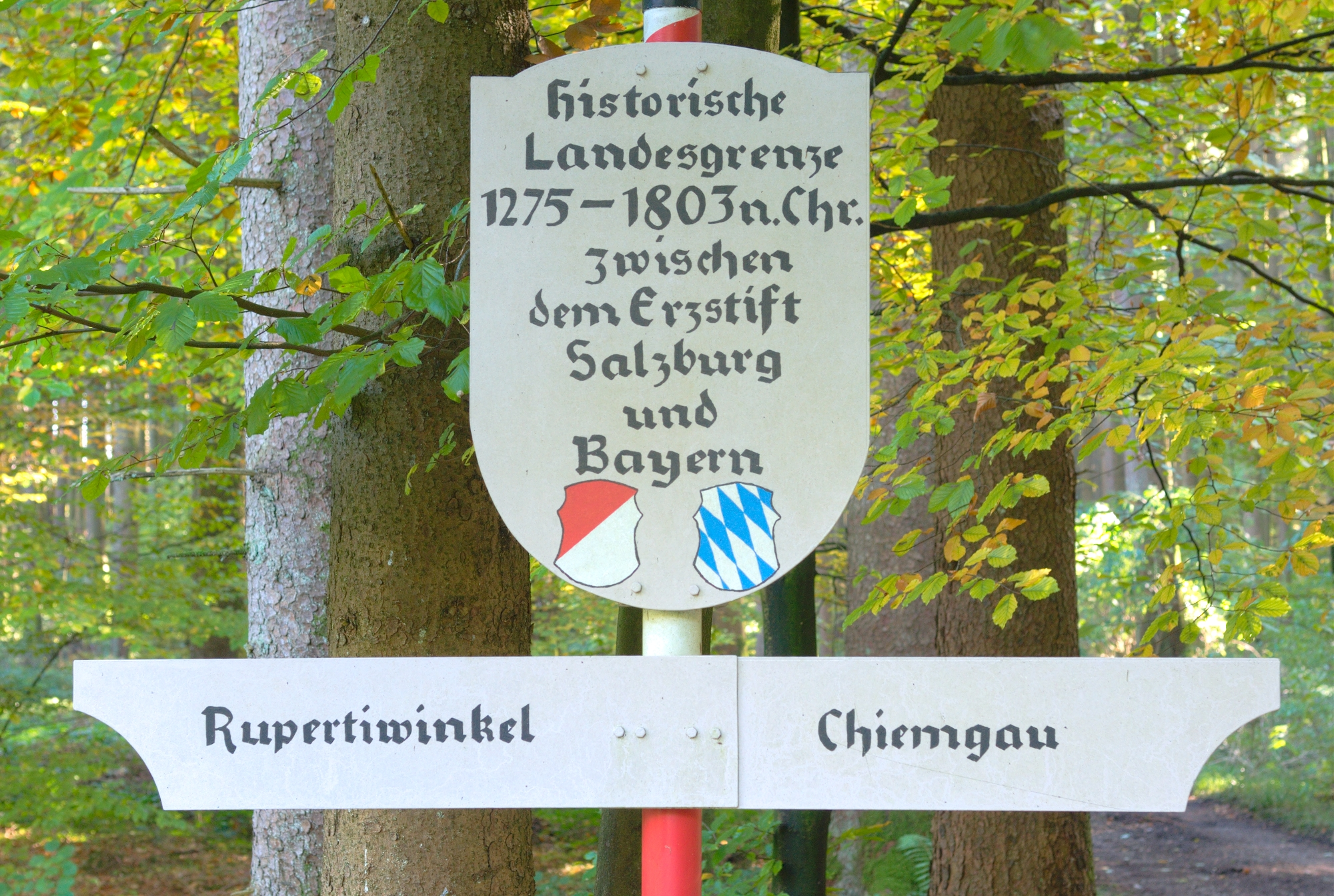
Hinweistafel auf historischen Grenzverlauf zwischen Erzstift Salzburg und Bayern

### Säkularisation und Übergang an das Königreich Bayern

#### Wechselnde Herrschaften (1803–1810)
Im Zuge der Säkularisation dankte 1803 Hieronymus Graf Colloredo als letzter Salzburger Fürsterzbischof ab. Danach übernahm der frühere Großherzog von Toskana Ferdinand III. die Regentschaft als Kurfürst von Salzburg. Nach dem Frieden von Pressburg 1805 unterstand das Salzburger Land von 1806 bis 1809 der Herrschaft des Kaisertums Österreich, anschließend für fast ein Jahr der des napoleonischen Frankreich. Im Frieden von Schönbrunn wurde es genauso wie das Gebiet der ehemaligen, ab 1803 ebenfalls unter ähnlich wechselnden Regentschaften stehenden Fürstpropstei Berchtesgaden dem Königreich Bayern zugesprochen. In dessen Umsetzung wurde es 1810 Teil des Salzachkreises im Königreich Bayern.

#### Teilung der vormals Salzburger Außergebirg-Besitzungen
Nach den Verhandlungen auf dem Wiener Kongress unter der Leitung Metternichs wurden 1816 mit dem Vertrag von München die Außergebirg bezeichneten Besitzungen des einstigen Erzstifts Salzburg geteilt. Während mit dem Flachgau das Gebiet rechts der Salzach zusammen mit dem südlich darunter gelegenen Tennengau wieder dem Kaisertum Österreich zugesprochen wurde, verblieb das Gebiet links der Salzach mit seinen römisch-katholischen „Ruperti“-Pfarrgemeinden im Königreich Bayern.

#### Eingliederung in das Königreich Bayern
Im Zuge der Übernahme wurden auch im Gebiet des Rupertiwinkels gleich den im übrigen Bayern 1802 eingerichteten Landgerichte geschaffen, die heute als „Landgerichte älterer Ordnung“ bezeichnet werden. Hierbei wurde der Sprengel der beiden Pfleggerichte Waging und Teisendorf zum neuen Landgericht Teisendorf vereint. Die Pfleggerichte Tittmoning und Laufen wurden zu Landgericht Laufen und Landgericht Tittmoning. Bereits 1818 wurde das Landgericht Teisendorf jedoch aufgelöst und dessen Gebiet weitgehend dem Landgericht Laufen zugeschlagen.

### Eigene Bezeichnung der Kulturlandschaft

#### Rupertus-Privileg
Als historischer Hintergrund für den Namen „Rupertiwinkel“ wird gemeinhin die Gewährung eines liturgischen Privilegs angesehen, das bereits gut 100 Jahre vor seiner Verbreitung als Gebietsbezeichnung den Begriff zumindest schon innerkirchlich für die Pfarreien der Region anbahnte:
Kurz nach dem Anschluss an das Königreich Bayern ersuchten die nun parallel dazu durch eine Circumscriptions-Bulle dem katholischen Bistum Passau neu zugeordneten Pfarreien um eine Sondergenehmigung, die ihnen das Feiern einer hl. Messe im Andenken an den hl. Rupert gestattete. Damit wollten sie wie vor dem Anschluss weiterhin an die 1000-jährige Tradition innerhalb des Erzstifts Salzburg anknüpfen, das im Gegensatz zum bayerischen Bad Reichenhall und der ehemaligen Fürstpropstei Berchtesgaden am 24. September den „Rupertitag“ feierte. Diese Sondergenehmigung bzw. dieses Privileg wurde den altsalzburgischen Pfarreien am 16. Juni 1814 gewährt, allerdings unter der Vorgabe, dass sofern der hl. Rupert „nicht Kirchenpatron ist, nur unter ausdrücklicher Beschränkung auf den Kirchengottesdienst und ohne Spur einer Feiertags außer der Kirche“. Wiewohl derart eingeschränkt, wurde damit den Pfarreien dieser Region immerhin ein eigener Messblatteindruck mit Bezug zu ihrem „Salzpatron“ zugestanden – „… und somit überkam auf uns der Name Rupertiwinkel.“
Diese Privilegien blieben den Rupertiwinkel-Pfarreien auch erhalten, als sie nach der Teilung des Außergebirgs (1816) am 5. Oktober 1821 dem Erzbistum München-Freising angegliedert wurden.

#### Bildung des Bezirksamts Laufen
1862 wurden in Bayern die Behörden für Justiz und Verwaltung getrennt und die politische Verwaltung Bezirksämtern zugeordnet, die ab 1939 oft nahezu unverändert in gebietsgleiche Landkreise übergingen. So gingen in der Region des Rupertiwinkels die ehemaligen Landgerichte Laufen und Tittmoning in das Bezirksamt Laufen über. Dieses wiederum trat am 1. Januar 1880 einige Gemeinden an das Bezirksamt Traunstein ab.

#### Erste schriftliche Erwähnungen
Als Gebietsbezeichnung in der Schreibung „Rupertus-Winkel“ ist der Name bislang erstmals 1898 in einer Anzeige im „Laufener Wochenblatt“ Nr. 102 nachgewiesen, als die Geistlichkeit im alt-salzburgischen Gebiet zu einer Versammlung in Waging eingeladen wurde. Zehn Jahre später gebrauchte der Heimatforscher Theodor Nißle, ein königlich-bayerischer Postsekretär und Schriftsteller in München, die Gebietsbezeichnung in der Schreibung „Rupertuswinkel“ in seinem „Weckruf“ in der Beilage „Unterhaltungs-Blatt“ zum „Laufener Wochenblatt“ vom Dezember 1908. Hans Roth bringt diesen und anderen Gebrauch der Gebietsbezeichnung in Verbindung mit der sich seinerzeit im Deutschen Reich verbreitenden Heimatbewegung.

#### Vereinsgründung Heimatfreunde des Rupertiwinkels
1917/18 wurde der „Verein der Heimatfreunde des Rupertiwinkels“ mit Sitz in Laufen gegründet. Im Auftrag dieses Vereins erschien bereits 1917 die Schrift Als die Franzosen kamen im „Verlag der Heimatfreunde des Rupertiwinkel“ als dessen erste Veröffentlichung. Der Verein hatte nur bis 1936 Bestand – was zu seiner Auflösung führte, ist derzeit nicht verifizierbar.

#### Notgeld des Bezirksamtes Laufen
Die Geläufigkeit der Gebietsbezeichnung wurde in besonderer Weise dadurch befördert, dass das Bezirksamt Laufen auf den nach Entwürfen von Karl Goetz als Notgeld bzw. Notmünzen verbreiteten 5-, 10-, 25- und 50-Pfennig- sowie 1-Markstücken des Jahres 1918 den hl. Rupertus abbilden und sie, abgesehen von den 50-Pfennigstücken, zudem mit der Bezeichnung „Rupertiwinkel“ versehen ließ.

#### Bildung des Landkreises Laufen
Am 1. Januar 1939 wurde das Bezirksamt Laufen in Landkreis Laufen umbenannt.

### Nach dem Zweiten Weltkrieg

#### Ablehnung einer Wiederangliederung des Rupertiwinkels an Salzburg
Bereits kurz nach Ende des Zweiten Weltkriegs bis etwa zur Währungsreform 1948 in der späteren Bundesrepublik Deutschland gab es politische Bestrebungen des Salzburger Landeshauptmanns Josef Rehrl (1947–1949), den Rupertiwinkel wieder ans österreichische Land Salzburg anzugliedern. Mit einbezogen werden sollte auch der damalige Landkreis Berchtesgaden (mit Bad Reichenhall und Umgebung). Bei dieser Gelegenheit wollte Rehrl das Salzburger Land gleich bis zur Traun und an die Alz erweitern. Eine „historische Traungrenze“, die es in Wahrheit nie gegeben hat, sollte wiederhergestellt werden. Die Bevölkerung der Region stand jedoch dem Ganzen überwiegend ablehnend gegenüber, und der bayerische Ministerpräsident Hoegner kündigte entschiedenen Widerstand an: „Wenn es sein muß, werden unsere bayerischen Bauern ihr Land mit Mistgabeln und Sensen verteidigen.“
Diese Bestrebungen Rehrls wurden von dem Ramsauer Forstmeister Georg Küßwetter absurderweise als eines seiner Motive benannt, warum er im Mai 1946 die Blaueishütte auf dem Hochkalter in den Berchtesgadener Alpen von seinen Jägern durch Brandstiftung zerstören und die Grundmauern später zur Verhinderung eines Wiederaufbaus zusätzlich sprengen ließ. Der 1952 gegen ihn geführte Prozess hatte bundesweites Aufsehen erregt.

#### Rupertigau-Preisschnalzen

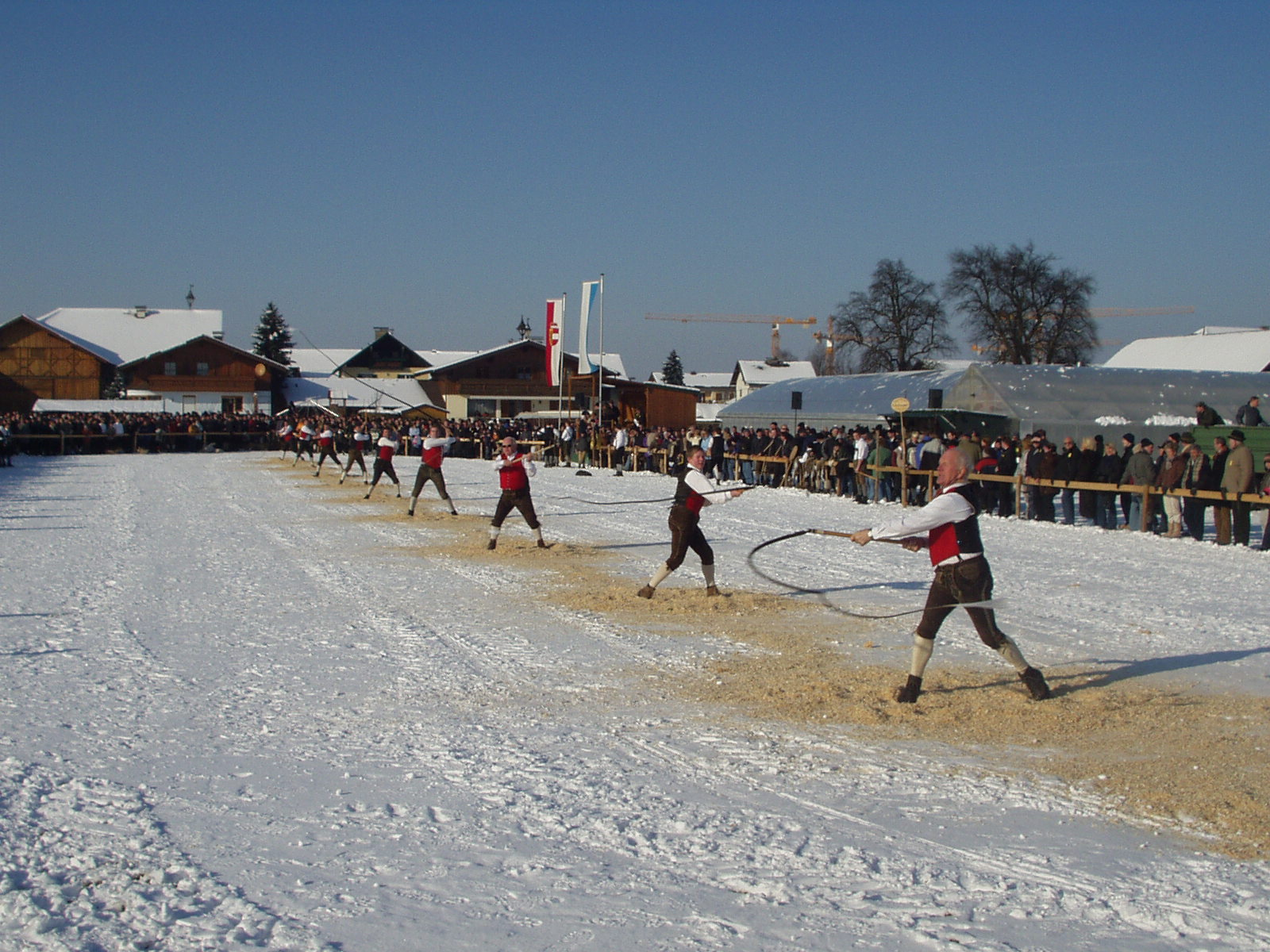
Passe beim Rupertigau-Preisschnalzen 2005 in Loig bei Salzburg

1954 wurde im Rupertiwinkel erstmals zum „Rupertigau-Preisschnalzen“ eingeladen. Dies ist mittlerweile die größte Veranstaltung des Aperschnalzens, an dem jährlich weit über 100 Passen (auch Basse; Dialekt für Gruppe) in den Klassen Jugend und Allgemeine teilnehmen. Es wird traditionell jedes dritte Jahr in einem Ort auf der salzburgischen, ansonsten auf der bayerischen Seite einzig im Rupertiwinkel ausgetragen. So waren beim Rupertigau-Schnalzen 2012 in Teisendorf 68 Jugendpassen und 124 Allgemeine mit mehr als 1.800 Beteiligten vertreten.
1957 wurde die bayerisch-salzburgische Schnalzervereinigung Rupertiwinkel mit Sitz in Saaldorf gegründet, die seither regelmäßig Schnalz-Veranstaltungen durchführt. In Saaldorf findet seit 1954, also bereits vor der Vereinsgründung, jedes Jahr ein großes Schnalzertreffen statt.

#### Vereinsgründung Historischer Verein Rupertiwinkel
1964 kam es zur Gründung einer „Nachfolgeorganisation“ des 1936 aufgelösten „Vereins der Heimatfreunde des Rupertiwinkels“ unter der Bezeichnung „Historischer Verein Rupertiwinkel e. V.“. Dieser Verein sieht seine Aufgabe darin, die Geschichte des Rupertiwinkels zu erforschen, und hat sich „die Erhaltung und Pflege der natürlichen und geschichtlich gewordenen Eigenart dieses an Kunst- und Kulturdenkmälern so reichen Rupertiwinkels“ zum Ziel gesetzt.
Unter Federführung des Heimatpflegers Hans Roth (1938–2016) gab der Verein von 1967 bis 2014 die Zeitschrift „Das Salzfass“ heraus, unter deren Titel bereits die zwischen 1922 und 1933 erschienene heimatgeschichtliche Beilage des „Laufener Wochenblatt“ veröffentlicht wurde. Das Deckblatt der Zeitschrift zeigte eine historische Abgrenzungskarte, sowie das Logo des Vereins, bestehend aus stilisierten Elementen, einem hölzernen Salzfass und den Wappen von Bayern und Salzburg.

#### Gemeinden des Rupertiwinkels in drei neu- bzw. umgebildeten Landkreisen
Noch vor seiner Auflösung wurde am 1. Januar 1970 die Gemeinde Lauter des Landkreises Laufen der Gemeinde Surberg des Landkreises Traunstein zugeordnet. Bis zu seiner Auflösung am 1. Juli 1972 im Zuge der Gebietsreform in Bayern, entsprach die Ausdehnung des Landkreises Laufen weitgehend der des Rupertiwinkels. Es fehlten nach letztem Gebietsstand lediglich die zum Rupertiwinkel gehörenden Gemeinden Piding und Anger sowie Heiligkreuz und Lindach, die heute zur Stadt Trostberg gehören.
Seit dem 1. Juli 1972 verteilen sich die Gemeinden des Rupertiwinkels auf die Landkreise Altötting, Berchtesgadener Land und Traunstein. (→ Siehe dazu Abschnitt: Verteilung der Gemeinden in drei Landkreisen)

#### LEP berücksichtigt Rupertiwinkel nicht als eigenständige Tourismusregion
Der Rupertiwinkel wird innerhalb Bayerns nicht als eigenständige Tourismusregion gekennzeichnet. Eine solche Kennzeichnung einzelner oder mehrerer Kommunen als Tourismusregion wird im Rahmen des Landesentwicklungsprogramms Bayern (LEP) seit 2006 vom Bayerischen Landesamt für Statistik auf der Karte „Tourismusregionen* in Bayern“ vorgenommen. Die Gemeinden des Rupertiwinkels teilen sich demnach von Nord nach Süd auf die drei Tourismusregionen Inn-Salzach, Chiemsee-Chiemgau und Berchtesgadener Land auf.

## Soziokulturelle Zuordnungen
Geografisch erstreckt sich das Gebiet des Rupertiwinkels heute von Nord nach Süd über Teile des Landkreises Altötting, des Landkreises Traunstein und des Landkreises Berchtesgadener Land, von denen jeweils das größere Teilgebiet anderen Kulturregionen bzw. Kulturlandschaften zugeordnet wird.
Die Kulturlandschaft Rupertiwinkel grenzt sich soziokulturell bis heute ab von den benachbarten, schon vormals herzoglich bayerischen Regionen Inn-Salzach im Norden, dem Chiemgau im Westen wie auch im Südwesten innerhalb des Landkreises Berchtesgadener Land dessen regionale Mitte mit der Stadt Bad Reichenhall sowie den Gemeinden Bayerisch Gmain und Schneizlreuth, an die sich wiederum mit dem Berchtesgadener Land die namensgebende Südregion des Landkreises anschließt, die bis 1803 ein eigenständiges Fürstentum der Fürstpropstei Berchtesgaden bildete.
Kulturell ist der einst zum Erzstift Salzburg gehörende Rupertiwinkel auch heute noch zumindest teilweise mit dem Salzburger Land verbunden. Als Beispiele sind unter anderem der Brauch des Aperschnalzens und die Bauform des „Salzburger Flachgauhofs“ zu nennen, der im größten Teil des Rupertiwinkels vorherrscht. Nördlich etwa der Linie Brünning–Tengling–Fridolfing findet sich der Übergang zum Verbreitungsgebiet des Vierseithofes. Sprachwissenschaftler orteten die letzten Reste des alten Salzburger Dialekts im Gebiet des Rupertiwinkels. Aber auch vom Salzburger Flachgau, mit dem es zu Zeiten des Erzstifts Salzburg gemeinsam dessen nördlich gelegenen und „Außergebirg“ bezeichneten Teil seines Herrschaftsgebietes bildete, ist es nach über 200 Jahren „Trennung“ zu einer kulturellen Abgrenzung gekommen, die z. B. an den inzwischen jeweils unterschiedlich ausgeformten Trachten sichtbar wird.

## Verteilung der Gemeinden in drei Landkreisen
Im Zuge der Gebietsreform in Bayern verteilt sich das Gebiet des Rupertiwinkels seit dem 1. Juli 1972 politisch-geographisch über Teile der Landkreise Altötting im Norden, Berchtesgadener Land im Südosten und Traunstein im Nordwesten.
| Gemeinden und Städte des Rupertiwinkels gegliedert nach den drei Landkreisen | Gemeinden und Städte des Rupertiwinkels gegliedert nach den drei Landkreisen | Gemeinden und Städte des Rupertiwinkels gegliedert nach den drei Landkreisen |
| Landkreis Altötting                                                          | Landkreis Berchtesgadener Land                                               | Landkreis Traunstein                                                         |
| ---------------------------------------------------------------------------- | ---------------------------------------------------------------------------- | ---------------------------------------------------------------------------- |
| Tyrlaching                                                                   | Ainring                                                                      | Fridolfing                                                                   |
|                                                                              | Anger                                                                        | Kirchanschöring                                                              |
|                                                                              | Freilassing                                                                  | Palling                                                                      |
|                                                                              | Laufen                                                                       | Petting                                                                      |
|                                                                              | Piding                                                                       | Taching am See                                                               |
|                                                                              | Saaldorf-Surheim                                                             | Tittmoning                                                                   |
|                                                                              | Teisendorf                                                                   | Heiligkreuz (Trostberg)                                                      |
|                                                                              |                                                                              | Lindach (Trostberg)                                                          |
|                                                                              |                                                                              | Waging am See                                                                |
|                                                                              |                                                                              | Wonneberg                                                                    |

## Kultur und Sehenswürdigkeiten

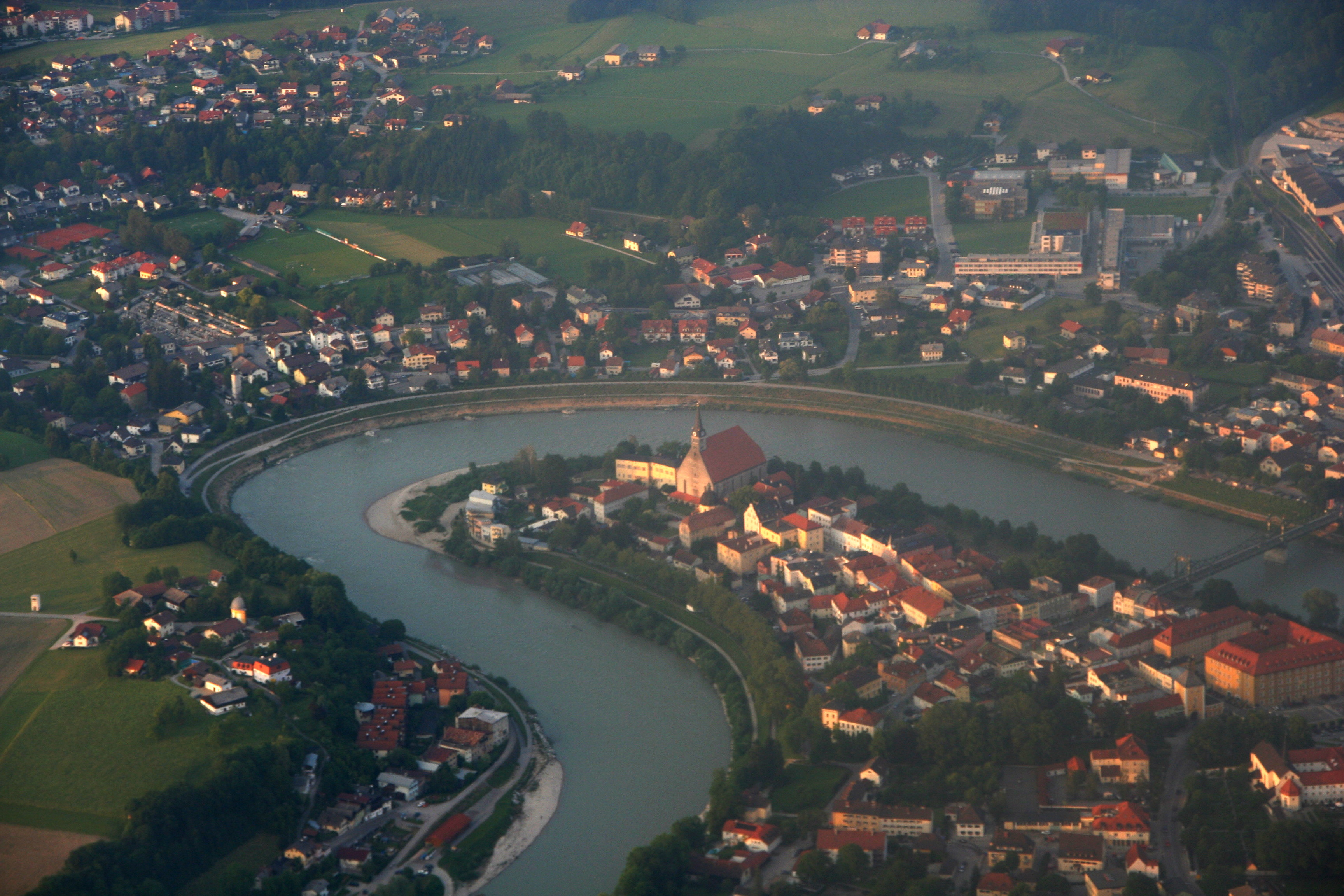
Salzachschleife bei Laufen

### Kulturelle Traditionen
Ein nur im Rupertiwinkel und im benachbarten Salzburger Flachgau beheimateter Brauch ist das Aperschnalzen. Darüber hinaus werden die im baierischen Kulturraum und z. T. darüber hinaus verbreiteten Bräuche gepflegt, wie das Schießen mit Böllern (u. a. wie im Berchtesgadener Land das „Neujahrsanschießen“) sowie das Anglöckeln donnerstags in der Vorweihnachtszeit und das Perchtenlaufen.
Im Rupertiwinkel gibt es derzeit (Stand: 2019) 18 Trachtenvereine, die meist dem Gauverband I, sowie traditionelle Musikkapellen, die dem Bezirksmusikverband Chiem- und Rupertigau des Musikbundes von Ober- und Niederbayern angehören. Im Rupertiwinkel tragen viele noch an Sonn- und Feiertagen als Festtagskleidung eine traditionelle Tracht, die meist der Miesbacher Tracht ähnelt.
Ferner werden im Rupertiwinkel auch als Brauch das Maibaumaufstellen, Peter und Paul Feuer und der Leonhardiritt gepflegt.

### Museen
Volks- und kulturgeschichtliche Museen im Rupertiwinkel sind das Museum Rupertiwinkel in Tittmoning, das Bajuwarenmuseum in Waging am See und ein Bauernhofmuseum bei Kirchanschöring sowie das Bergbaumuseum in Achtal bei Teisendorf.
Die „Lokwelt Freilassing“ ist ein Eisenbahnmuseum im Berchtesgadener Land, das in Kooperation von der Stadt Freilassing und dem Deutschen Museum betrieben wird. Das Museum befindet sich auf dem Gelände des ehemaligen Bahnbetriebswerks Freilassing der Deutschen Bahn AG und beherbergt einen Teil der Eisenbahnsammlung des Deutschen Museums.

### Bauwerke

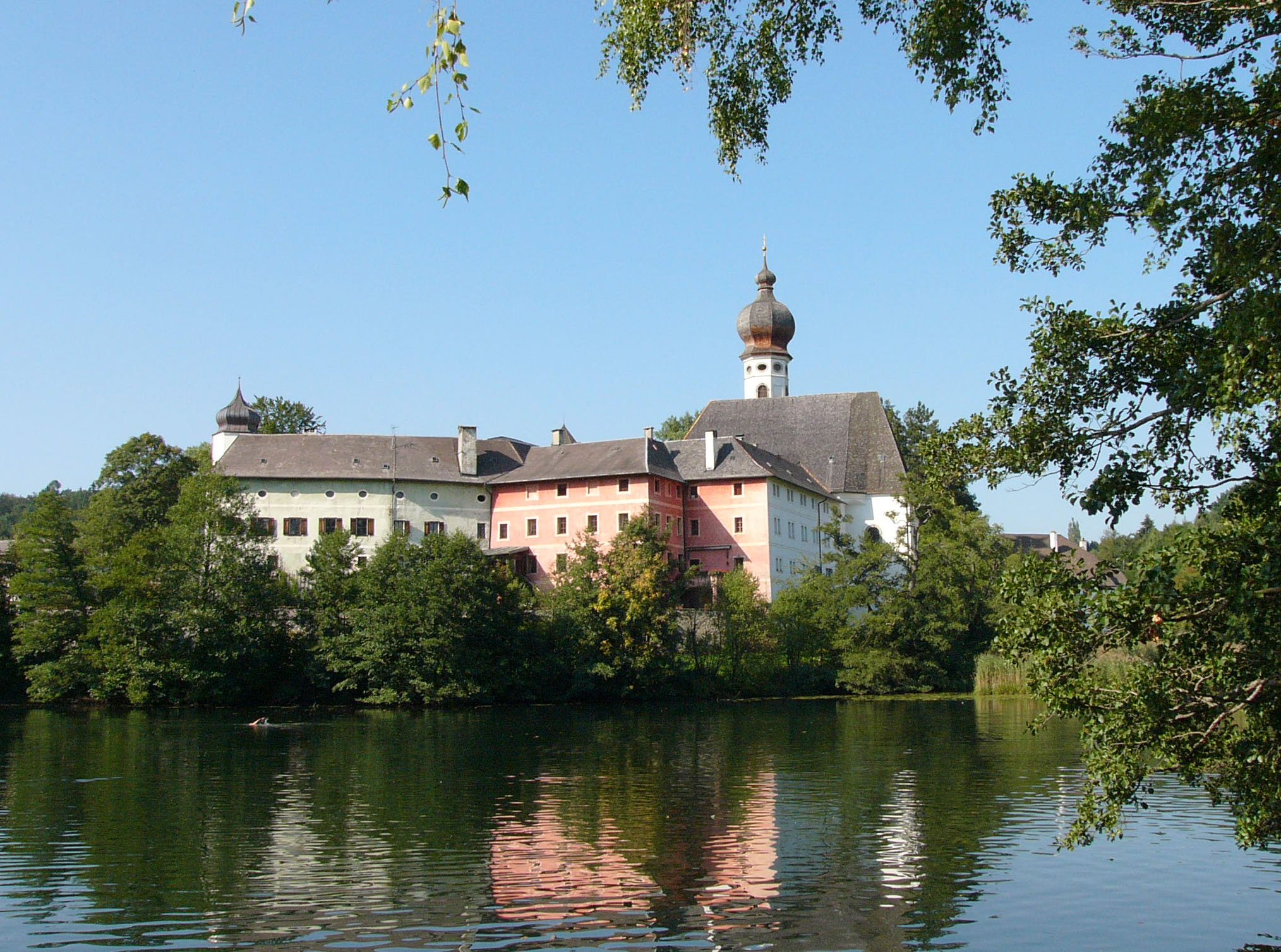
Augustinerkloster Höglwörth

#### Sakralgebäude
Die Laufener Stiftskirche ist die älteste gotische Hallenkirche Süddeutschlands.
Kunsthistorisch bedeutende Sakralbauten im Rupertiwinkel sind zudem die Kirchen von St. Leonhard am Wonneberg bei Waging am See, Mariä Himmelfahrt (Weildorf) bei Teisendorf, St. Johann in Fridolfing, Asten (Tittmoning) und St. Coloman bei Tengling mit spätgotischem Altar. Ferner die Kirche St. Laurentius in Piding, die St.-Johannes-Kirche auf dem Johannishögl bei Piding (mit Panoramablick) und das auf einer Halbinsel im Höglwörther See gelegene Kloster Höglwörth bei Anger.

#### Profangebäude
In Tittmoning liegt die Burg Tittmoning oberhalb der Salzach. Ferner verfügt die Stadt über einen großen Stadtplatz. Die Bürgerhäuser dieser ehemals reichen Salzhandelsstädte sind in der Inn-Salzach-Bauweise errichtet.
Das Schloss Staufeneck steht am Fuße des Hochstaufen.

### Naturschönheiten

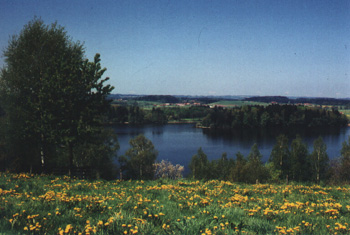
Abtsdorfer See

Der Rupertiwinkel, in dem Tourismus eine wesentliche Erwerbsquelle darstellt, hat seine Naturschönheiten u. a. durch eine hohe Dichte an Rad- und Wanderwegen erschlossen. So gibt es Routen auf den Hochstaufen (u. a. Pidinger Klettersteig), auf den Teisenberg sowie den Walderlebnispfad Meggenthal am Rampelsberg.
Ganz oder teilweise verlaufen im Rupertiwinkel auch die Radwege Bajuwaren-Tour, Rund um den Waginger und Tachinger See, Salzachtal-Weg und der zu Ehren des im Rupertiwinkel aufgewachsenen Papstes Benedikt XVI. geschaffene Radpilgerweg Benediktweg. Mountainbiker können die Wege auf dem Teisenberg zur Stoißer Alm nutzen.